# Đệ Nhị Cộng hòa Liên bang México
Đối với pháp nhân hiện tại có tên Hợp chủng quốc México, hãy xem México.
Đệ Nhị Cộng hòa Liên bang México (tiếng Tây Ban Nha: Segunda República Federal de México) là tên gọi được đặt cho các nỗ lực thứ hai để đạt được một chính phủ liên bang ở México. Chính thức gọi là Các bang México Thống nhất (tiếng Tây Ban Nha: Estados Unidos Mexicanos), một nước cộng hòa liên bang đã được thực thi lại vào ngày 22 tháng 8 năm 1846 khi tổng thống lâm thời José Mariano Salas ban hành một nghị định khôi phục lại hiến pháp 1824.
Giống như Đệ nhất Đế quốc México, Cộng hòa Liên bang đầu tiên và Cộng hòa Tập trung, đó là một giai đoạn hỗn loạn, được đánh dấu bằng sự bất ổn về chính trị dẫn đến một số mâu thuẫn nội bộ bao gồm chiến tranh Cải cách. Các sự kiện khác trong thời kỳ này là chế độ độc tài của Santa Anna, việc bán thung lũng Mesilla và việc ban hành Hiến pháp năm 1857. Trong thời kỳ này, có hai mâu thuẫn quốc tế: kết thúc cuộc chiến tranh giữa México và Hoa Kỳ (nơi mà México buộc phải nhượng bộ hơn một nửa lãnh thổ của họ) và cuộc chiến tranh với Pháp.
Cộng hòa Liên bang đã kéo dài gần 17 năm và trải qua 14 vị tổng thống (trong đó chỉ có José Joaquín de Herrera đã hoàn thành nhiệm kỳ của mình). Cộng hòa bị giải thể vào ngày 10 tháng 7 năm 1863 với sự ra lệnh thay đổi chính phủ thành mô hình quân chủ di truyền; điều này đã bắt đầu Đệ nhị Đế quốc México, do Maximiliano I cai trị.

## Thành lập
Trong chiến tranh với Hoa Kỳ, Mariano Paredes y Arrillaga đã tổ chức một cuộc đảo chính chống lại chính phủ của Tổng thống lâm thời José Joaquín de Herrera. Không lâu sau đó, Quốc hội chỉ định ông làm tổng thống lâm thời; phó tổng thống là Nicolás Bravo.
Ngày 28 tháng 7 năm 1846, Mariano Paredes rời ghế tổng thống để chỉ huy quân đội trong trận chiến với người Mỹ, và phó tổng thống Bravo lên nắm quyền. Vào ngày 4 tháng 8, những người liên bang (đứng đầu là José Mariano Salas và Valentín Gómez Farías) đã dẫn đầu một cuộc nổi dậy, khiến ông Bravo phải từ chức.
Mariano Salas nhậm chức làm tổng thống lâm thời vào ngày 6 tháng 8; vào ngày 22 tháng 8, ông tái lập Hiến pháp 1824 và kêu gọi một cuộc bầu cử. Với việc hiến pháp bắt đầu có hiệu lực, chủ nghĩa trung tâm đã chấm dứt và hệ thống liên bang được khôi phục.

## Chuyển nhượng México
Chiến tranh México-Hoa Kỳ chính thức bắt đầu vào ngày 13 tháng 5 năm 1846 (khi Quốc hội Hoa Kỳ tuyên chiến với México), nhưng đã có những cuộc chiến trước ngày đó. Do đó, México tuyên bố chiến tranh với Hoa Kỳ vào ngày 23 tháng 5. Sau khi tuyên chiến, lực lượng Mỹ đã xâm chiếm lãnh thổ México ở Tamaulipas, Nuevo León, Coahuila và Alta California, đồng thời ngăn chặn các cảng Tampico, Carmen, Guaymas, Mazatlán và San Blas (bên cạnh những vùng khác) và chiếm Santa Fe, San Diego và Los Angeles.

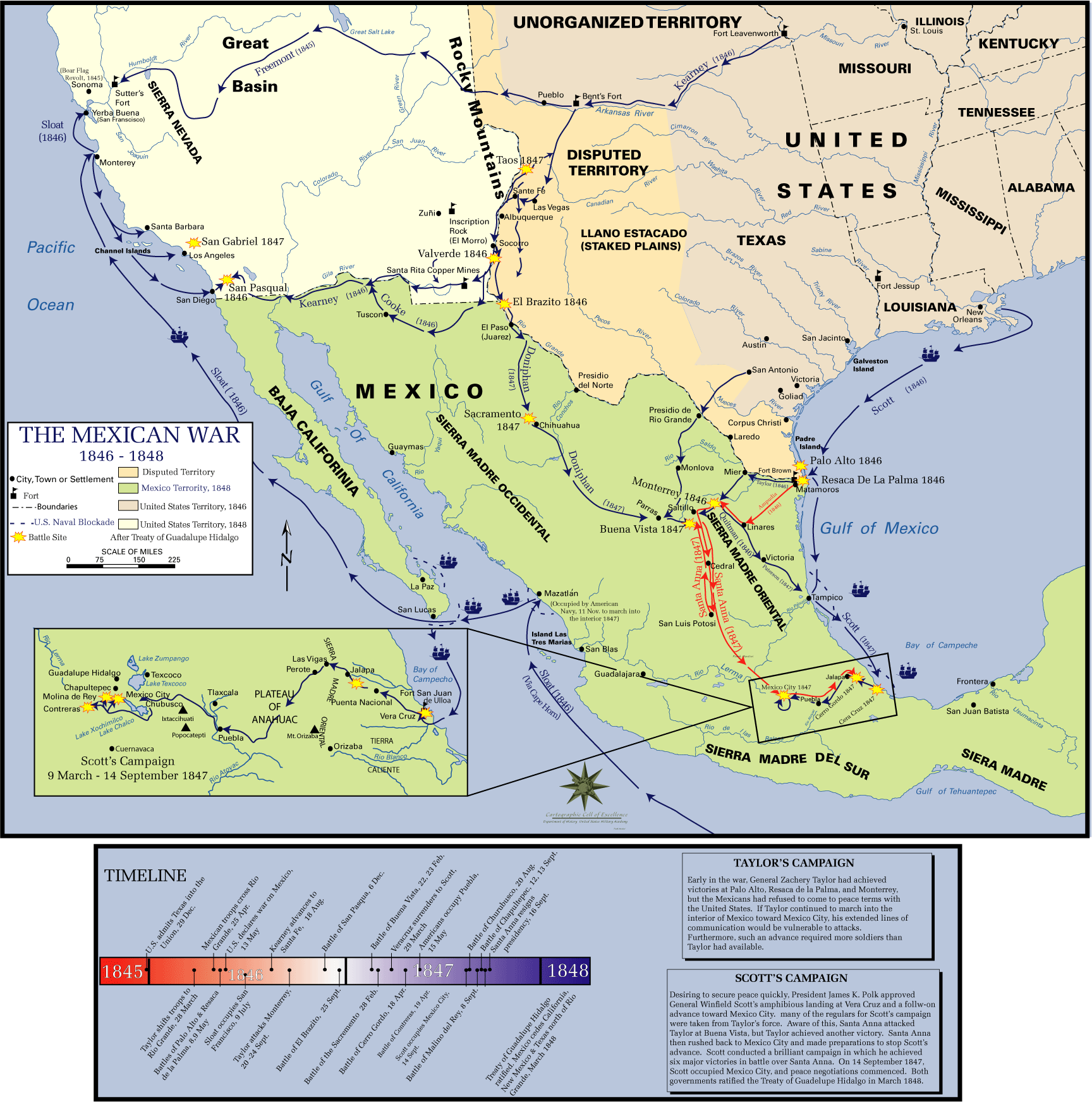
Bản đồ chiến tranh

Lực lượng Hoa Kỳ chính (do Zachary Taylor chỉ huy) tiếp tục đi qua Rio Grande và tới México, đánh bại các lực lượng của Pedro Ampudia trong trận Monterrey. Vào ngày 24 tháng 12, Quốc hội tuyên bố ông Antonio López de Santa Anna làm tổng thống và phó tổng thống Valentín Gómez Farías. Gomez Farías đảm nhiệm chức vụ tổng thống thay cho Santa Anna, người đã chiến đấu với Hoa Kỳ.
Sau những trận đánh Angostura, Padierna, Churubusco và Molino del Rey, lâu đài Chapultepec được bảo vệ bởi các học viên trẻ, những người được biết đến dưới tên Niños Héroes. Trong cuộc tấn công, các vị tướng lâu đài (Mariano Monterde, giám đốc của Trường Cao đẳng Quân sự México và Nicolas Bravowere) bị bắt làm tù binh. Sự sụp đổ của Chapultepec có hai hậu quả trực tiếp: sự chiếm đóng của Mỹ tại thành phố México và việc Santa Anna từ chức vào ngày 16 tháng 9 năm 1847.
Sau khi Santa Anna (và theo luật của thời đại), Manuel de la Peña y Peña (chủ tịch Tòa án Tối cao) đã đảm nhiệm chức vụ này. Vào ngày 26 tháng 9, ông thành lập cơ quan quyền lực liên bang ở Toluca và (ngay sau đó) ở Querétaro, nơi Quốc hội triệu tập. Vào ngày 11 tháng 11, De la Peña rời nhiệm sở làm Thủ tướng và đàm phán hòa bình với Quốc hội Hoa Kỳ; Tướng Pedro Maria Anaya được bổ nhiệm làm tổng thống thay thế.
Anaya, từ chối đáp ứng các đòi hỏi về đất đai của Hoa Kỳ, từ chức ngày 8 tháng 1 năm 1848. Manuel de la Peña y Peña lại được bổ nhiệm làm tổng thống lâm thời, và đã được dành để đàm phán hòa bình. Ngày 2 tháng 2, Hiệp ước Guadalupe Hidalgo đã được ký, trong đó México đã nhượng lại 2.400.000 cây số vuông (930.000 dặm vuông) lãnh thổ. De la Peña đã có thể tiết kiệm cho México bán đảo Baja và liên minh của nó bằng đường bộ với Sonora và chủ quyền đối với Eo đất Tehuantepec. Đối mặt với những lời chỉ trích về việc ký kết các hiệp ước, De la Peña đã viết:
Người nào có đủ điều kiện cho Hiệp ước Guadalupe là không được tôn trọng trong phạm vi lãnh thổ được nhượng lại, không bao giờ có thể hiểu được những nỗi buồn ngừng chấm dứt chiến tranh... Các lãnh thổ đã được ceded bởi Hiệp ước không chỉ bị mất cho tổng cộng mười lăm triệu peso; nhưng để lấy lại cảng của chúng tôi, sự chấm dứt cuối cùng của tất cả các điều ác và của tất cả các loại khủng khiếp, và để an ủi nhiều gia đình...

## 1848-1853
Manuel de la Peña y Peña đã kêu gọi tổ chức bầu cử; Quốc hội đã chọn José Joaquin de Herrera, người nắm giữ chức vụ Tổng thống ngày 3 tháng 6 năm 1848. Herrera đã sử dụng số tiền này cho các thiệt hại do chiến tranh quy định trong Hiệp ước Guadalupe Hidalgo để trả nợ nước ngoài, trấn an đất nước và trả lương. Ông cũng đã đạt được sự tái hợp của Yucatán, một tình huống bấp bênh do Chiến tranh Thập Tự (do chính phủ của Cộng hòa Yucatán đưa ra chủ quyền của bán đảo Hoa Kỳ). Quốc hội cũng đã gửi một yêu cầu cho việc tạo ra bang Guerrero, và ký hợp đồng xây dựng tuyến đường sắt Thành phố México-Veracruz (tuyến đầu tiên trong cả nước) và trao một hợp đồng khác cho đường dây điện thoại giữa thành phố México và Puebla.
Mariano Arista đã được bầu vào cuộc bầu cử vào năm 1850, trong đó có các cựu tổng thống Manuel Gómez Pedraza, Nicolás Bravo và tổng thống Juan Nepomuceno Almonte. Herrera là vị tổng thống thứ hai của México để hoàn thành nhiệm kỳ của mình và trao quyền cho Mariano Arista vào ngày 5 tháng 1 năm 1851. Arista cố gắng không thành công để vượt qua sự phá sản và khuyến khích khai thác mỏ. Nông nghiệp và công nghiệp hầu như không tồn tại. Yêu sách của Anh và Mỹ được tài trợ về trái phiếu và giấy phép xây dựng, và Arista đã phải vượt qua nhiều cuộc nổi dậy chống lại quy tắc của ông. Tuy nhiên, điện báo đã được chuyển tới thành phố và cảng Veracruz và tuyến đường tương tự đã được cấp cho một công ty đường sắt.
Tình hình tài chính đã làm dấy lên một cuộc nổi dậy nhằm đưa Santa Anna lên nắm quyền. Arista đã từ chức chức vụ Tổng thống vào ngày 5 tháng 1 năm 1853. Trong lá thư từ chức của mình, Arista yêu cầu Quốc hội triệu tập Juan Bautista Ceballos (chủ tịch Tòa án Tối cao)) để đảm nhận nhiệm vụ của chính phủ trong thời gian tổ chức bầu cử. Sau một cuộc bỏ phiếu nhanh, Quốc hội đã đặt tên tạm thời Ceballos. Ông ra lệnh giải tán cả hai ngôi nhà của Quốc hội, những người đang âm mưu cho sự trở lại của Santa Anna. Các thành viên của Quốc hội đã xúi giục đội quân ở thành phố México, nơi tăng lên trong sự hỗ trợ của Santa Anna và gây ra những cuộc bạo loạn. Ceballos từ chức vào ngày 7 tháng 2.
Một nhóm quân đội bổ nhiệm Manuel María Lombardini giữ chức tổng thống; Lombardini sắp xếp sự trở lại của Santa Anna, đã tổ chức một cuộc bầu cử giả mạo và vào ngày 17 tháng 3, đã đưa ra một nghị định làm tổng thống Santa Anna. Trước khi Lombardini rời khỏi chức vụ, một sắc lệnh đã được ban hành với tuyên bố Santa Anna "Thuyền trưởng vùng biển và đất đai, với quyền hạn tuyệt đối". Lombardini rời nhiệm kỳ vào ngày 20 tháng 4, bắt đầu chế độ độc tài của Santa Anna.

## Hiến pháp năm 1857
Sau sự sụp đổ của Santa Anna, Martín Carrera được mệnh danh là tổng thống tạm thời bởi các đơn vị đồn trú quân sự của thành phố México vào ngày 15, 1855. Khi Carrera từ chức, Rómulo Díaz de la Vega (chỉ huy quân sự của thủ đô) đã tiếp quản như de facto tổng thống vào ngày 12. Ngày 4 tháng 10, các nhà tự do theo kế hoạch của Ayutla có tên là John N. Álvarez tạm thời. Hành động quan trọng nhất của chính phủ Álvarez là triệu tập một Hiến pháp để soạn thảo một hiến pháp mới có thể thay thế Hiến pháp năm 1824.
Đại hội Hiến pháp năm 1856 được triệu tập trong một cuộc nổi dậy văn phòng vào ngày 18 tháng 2 năm 1856 với bài phát biểu của Tổng thống Ignacio Comonfort (người đã thay thế Alvarez vào ngày 11 tháng 12 năm 1855). Các chủ đề thảo luận là phân chia quyền hạn, phân chia lãnh thổ, quyền cá nhân và quyền tự do tín ngưỡng.
Quốc hội Hiến pháp chia thành hai bên, các đảng viên tự do và đảng bảo thủ. Trong số những người tự do là cựu Tổng thống Valentín Gómez Farías, Santos Degollado và Melchor Ocampo. Trong số những người bảo thủ là Antonio Aguado, Mariano Arizcorreta và thống đốc bang Durango, Marcelino Castañeda.

### Tác động
Hiến pháp năm 1857 là một bước ngoặt trong lịch sử México. Nó duy trì các nguyên tắc cơ bản của tự do chính trị: bình đẳng trước pháp luật và bãi bỏ các đặc ân của quân đội và giáo hội. Nó tuyên bố để duy trì quyền cá nhân và chính trị. Các đại biểu, dưới sức ép của những người bảo thủ, không thể thiết lập được nguyên tắc tự do tôn giáo. Tuy nhiên, nhà thờ đã phản đối mạnh mẽ bản Hiến pháp và đe doạ tuyệt thực tất cả các viên chức chính phủ đã tuyên thệ. Bầu không khí bất bình này đã dẫn đến cuộc nội chiến bảo thủ mang tên Chiến tranh Cải cách.
Hiến pháp năm 1857 đã thông qua một số thay đổi trong sự phân chia chính trị của lãnh thổ México: sự sáp nhập của Nuevo León và Coahuila, việc tạo ra bang Guerrero, ba trong bốn lãnh thổ liên bang và các bang tự do của liên bang.
| Order | Name            | Order | Name       |
| ----- | --------------- | ----- | ---------- |
| 1     | México          | 11    | Querétaro  |
| 2     | Guanajuato      | 12    | Sonora     |
| 3     | Oaxaca          | 13    | Tabasco    |
| 4     | Puebla          | 14    | Tamaulipas |
| 5     | Michoacán       | 15    | Nuevo León |
| 6     | San Luis Potosí | 16    | Coahuila   |
| 7     | Veracruz        | 17    | Durango    |
| 8     | Yucatán         | 18    | Chihuahua  |
| 9     | Jalisco         | 19    | Chiapas    |
| 10    | Zacatecas       | 20    | Sinaloa    |

| Order | Tên      | Ngày gia nhập với Cộng hoà Liên bang | Ngày thiết lập của Quốc hội |
| ----- | -------- | ------------------------------------ | --------------------------- |
| 21    | Guerrero | 27-10-1849                           | 30-01-1850                  |

| Order | Tên            | Ngày gia nhập với Cộng hó Liên bang | Ngày thiết lập của Quốc hội |
| ----- | -------------- | ----------------------------------- | --------------------------- |
| 22    | Tlaxcala       | 09-12-1856                          | 01-06-1857                  |
| 23    | Colima         | 09-12-1856                          | 19-07-1857                  |
| 24    | Aguascalientes | 05-02-1857                          |                             |

Lãnh thổ liên bang duy nhất là Baja California. Quận Liên Bang (Thành phố México) được gọi là Thung lũng México, nhưng chỉ khi Liên đoàn duy trì được quyền chuyển nó tới một địa điểm khác. Vào ngày 26 tháng 2 năm 1864, Nuevo León bị tách khỏi Coahuila và giành lại vị thế của một quốc gia có chủ quyền.

### Chiến tranh Cải cách
Vào ngày 23 tháng 11 năm 1855, Tổng thống Alvarez đã ban hành Nghị định của Luật về Hành chính và Liên đoàn Hữu cơ Toà án (được gọi là Luật Juárez). Nó bãi bỏ đặc quyền nhà thờ và quân đội, và tuyên bố tất cả công dân bình đẳng trước khi Giáo hội Công giáo Roma. Giáo hội gần như ngay lập tức phản đối luật pháp, tranh luận rằng nó "trực tiếp làm suy yếu quyền của nhà thờ". Một số giám mục tuyên bố rằng họ sẽ tuân thủ Luật của Juárez và yêu cầu sửa đổi luật pháp của Vatican. Đối lập với luật này dẫn đến một số cuộc nổi dậy nổi tiếng, như Kế hoạch Sierra Gorda (trong đó, trong số những thứ khác, tìm kiếm sự tạo ra Nhà nước của Iturbide) và Kế hoạch Zacapoaxtla (mà UUI của chính phủ Ngày 27 tháng 1 năm 1856 Comonfort ra lệnh Luật đăng ký dân sự (theo đó chính phủ sẽ ghi lại các ca sinh, tử vong và hôn nhân), và vào ngày 23 tháng 6 đã ra lệnh tịch thu tài sản tịch thu của các tập đoàn và nhà thờ (được gọi là Luật Lerdo). bán nhà và đất của họ, và cấm nhà thờ mua tài sản (trừ việc cần thiết để thờ phượng). Giáo hội Công giáo phản đối cả hai luật,
Hiến pháp năm 1857 là tự do, và chia tách xã hội México thành hai nhóm. Những người tự do, được gọi là "tinh khiết" hoặc "đỏ", phần lớn bao gồm những người nổi dậy trước đây, những chủ đất, buôn bán người Creole và những người thợ thủ công. Họ tìm cách thiết lập một chế độ tự do và bình đẳng trong công dân. Những người bảo thủ (được gọi là Moche) gồm các quan chức dân sự và quân sự, luật sư, người Tây Ban Nha và phần lớn các hàng giáo phẩm. Họ tìm cách bảo tồn các thể chế chính trị và xã hội thừa kế từ thời thuộc địa.
Vào ngày 11 tháng 4, Comonfort ban hành một đạo luật về các quyền và các điều kiện của giáo xứ (được biết đến nhiều hơn là Luật Giáo hội). Luật này cấm việc thu phí, lệ phí của giáo xứ và tiền thập phân. Đây là lần cuối cùng của ba luật cải cách đe doạ các đặc ân của Giáo hội Công giáo.
Ngày 16 tháng 9 năm 1857, Hiến pháp mới có hiệu lực. Quyền lực lập pháp được tích hợp vào ngày 8 tháng 10, với chi nhánh hành pháp do Ignacio Comonfort đứng đầu (với tư cách là tổng thống hiến pháp); ngành tư pháp, do Benito Juárez làm chủ tịch Tòa án Tối cao, bắt đầu vào ngày 1 tháng 12.

### Kế hoạch Tacubaya
Hiến pháp mới đã bị từ chối bởi một phần lớn xã hội, có sự hỗ trợ của các giáo sĩ và quân đội. Comonfort, nhận thức được những hạn chế áp đặt bởi chế độ mới, đề xuất cải cách để tăng cường chính phủ và giảm thiểu các biện pháp "triệt để"; tuy nhiên, Quốc hội đã bác bỏ họ.
Với tình hình tinh tế, Félix Zuloaga và các tướng khác thuyết phục Comonfort triệu tập một đại hội khác để soạn thảo một hiến pháp mới phù hợp với phong tục của quốc gia. Vào ngày 17 tháng 12, Zuloaga tuyên bố Kế hoạch Tacubaya. Comonfort gia nhập Kế hoạch Tacubaya, bắt đầu cuộc chiến ba năm.

### Bắt đầu chiến tranh (1857)
Kế hoạch Tacubaya yêu cầu bãi bỏ Hiến pháp năm 1857, việc bãi bỏ vĩnh cửu của Ignacio Comonfort trong quyền hạn tuyệt đối và triệu tập một đại hội bất thường, sẽ phát triển một điều lệ khác để "đảm bảo quyền lợi thực sự của nhân dân". Vào ngày 19 tháng 12, Comonfort xuất bản một tuyên ngôn giải thích lý do cho cuộc đảo chính của ông. Theo Hiến pháp, chủ tịch Tòa án Tối cao Benito Juárez là tổng thống lâm thời hiến pháp kể từ ngày 18 tháng 12. Juárez nhậm chức ngày hôm đó và bị cầm tù cùng với tổng thống Quốc hội Isidoro Olvera.
Các quốc gia của đất nước được chia thành những người ủng hộ Kế hoạch Tacubaya và những người bảo vệ trật tự hiến pháp. Những người bảo thủ, trong khi đó, vận động vận động để hủy bỏ các cải cách tự do Comonfort; Anh ấy từ chối. Ngày 11 tháng 1 năm 1858, Comonfort hòa giải Quốc hội và thả Juárez. Ông đã cố gắng tìm kiếm sự hòa giải với cánh phóng túng, và những cuộc đụng độ vũ trang đã diễn ra chống lại những người bảo thủ. Lữ đoàn Zuloaga nổi dậy, và kêu gọi cải cách Kế hoạch Tacubaya với Comonfort bị loại bỏ làm tổng thống. Félix Zuloaga được bổ nhiệm làm tổng thống ngày hôm đó; Comonfort, mười ngày sau đó, tuyên bố mình bị đánh bại và đi lưu vong.

### Tổng thống

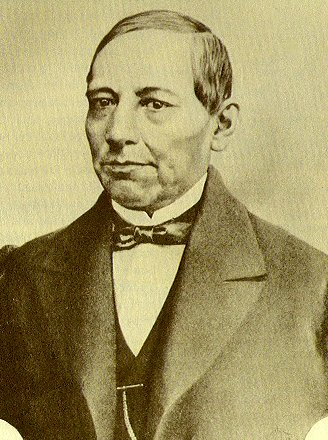
Benito Juárez, lãnh đạo hiến pháp và tổng thống

Benito Juárez (người theo Hiến pháp năm 1857 đã làm tổng thống kể từ ngày 18 tháng 12) đã khôi phục lại chính phủ hiến pháp ở Guanajuato vào ngày 19 tháng 1 năm 1858. Các bang ủng hộ chính phủ hiến pháp đã công nhận Juárez là tổng thống hợp pháp của México. Félix Zuloaga, tuyên bố tổng thống bởi một hội đồng đại diện của các bang ủng hộ Kế hoạch Tacubaya, được thành lập tại thành phố México.
Sự tiến triển của các đội bảo thủ đã buộc Juárez phải di chuyển đến Guadalajara vào ngày 13 tháng 2. Khi Guadalajara bị tấn công, ông chuyển tới Colima vào ngày 20 tháng 3. Vì Juárez cần một nơi do các nhà tự do và các nguồn lực kiểm soát để hỗ trợ chính phủ của mình, ông đã đi Panama và Veracruz.
Ban đầu, những người bảo thủ có lợi thế; họ ở thành phố México, và có sự hỗ trợ của hàng giáo phẩm và quân đội. Những người tự do thiếu một đội quân chuyên nghiệp, và các tiểu bang có dân quân ủng hộ Juárez một mình.
Hoa Kỳ đã đề nghị với cả hai chính phủ (tự do và bảo thủ) việc mua lại Baja California, mà cả hai đều bị từ chối. Cuối cùng, Hoa Kỳ công nhận chính phủ của Juárez vào ngày 28 tháng 4 năm 1859. Vào tháng 7, ông đã ban hành ba sắc lệnh từ Veracruz: luật quốc hữu hóa tài sản nhà thờ, Luật Hôn nhân Dân sự và luật hữu cơ điều chỉnh đăng ký dân sự. Những người tự do ủng hộ luật theo biểu ngữ chính trị mới, và nhấn mạnh bản chất tôn giáo của cuộc đấu tranh của họ.
Nửa sau năm 1859 cũng giống như năm trước: chiến thắng, người bảo thủ và tự do đã nhanh chóng hồi phục. Về phía bảo thủ Félix María Zuloaga, người bị lật đổ bởi kế hoạch Giáng sinh của Manuel Robles Pezuela, đã được khôi phục lại vào tháng 1 năm 1859; Miguel Miramon đã được phát hành vào tháng Hai. Thiếu nguồn lực tài chính, vào tháng Chín Đảng bảo thủ đã ký hiệp ước Mon-Almonte (theo đó Tây Ban Nha công nhận chính phủ bảo thủ là chính phủ hợp pháp của México).
Vào tháng 12, những người tự do, chống lại việc chiếm đoạt Luật Quốc hữu hóa, đã ký Hiệp ước McLane-Ocampo (hầu như đã biến México trở thành quốc gia bảo hộ của Hoa Kỳ) với giá 4 triệu đô la. Juárez, nhận 2 triệu đô la để trả trước và viện trợ quân sự, là bắt giữ phi đội hàng hải ngoài Veracruz Miramon. Tuy nhiên, hiệp định này đã không được Thượng viện Hoa Kỳ phê chuẩn; Juárez nhận được tiền (và viện trợ quân sự) mà không trao lại bất cứ điều gì.

### Kết thúc chiến tranh (1860)
Ngày 4 tháng 12, Juárez đã ra sắc lệnh về luật tự do tôn giáo, cho phép mỗi người được tự do hành nghề và chọn tôn giáo của mình và cấm các nghi lễ bên ngoài nhà thờ.
Vào ngày 6 tháng 11, Juárez đã kêu gọi bầu cử đại biểu và tổng thống nước cộng hòa. Chiến thắng tự do bắt đầu trong các trận đánh của Peñuelas và Silao. Tự do đã chiến thắng quyết liệt tại trận Calpulalpan vào ngày 22 tháng 12, trong đó quân đội bảo thủ tan rã. Quân đội tự do đã thực hiện mục tiêu chiến thắng của mình vào thành phố México vào ngày 1 tháng 1 năm 1861, đánh dấu sự chấm dứt của Chiến tranh Cải cách.

## Sự can thiệp của nước ngoài và Đế quốc Thứ hai

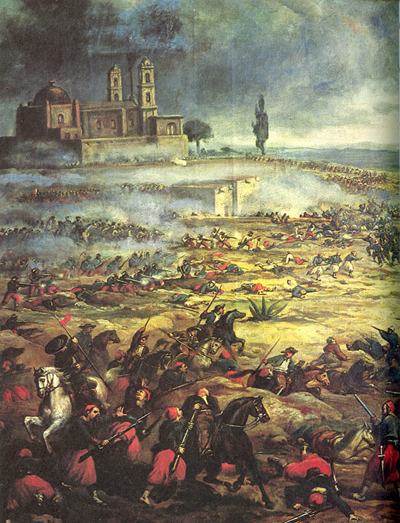
Trận Puebla (5 tháng 5 năm 1862)

Cuộc nội chiến tốn kém và có một sự cân bằng tiêu cực trên tất cả các lĩnh vực của chính phủ México, đặc biệt là nông nghiệp và đấu trường ngoại giao. Cả hai bên đã hành động theo những cách ảnh hưởng đến người México và lợi ích nước ngoài như cho vay cưỡng bức, tịch thu, giết người và nợ từ các cường quốc nước ngoài. Thỏa thuận quan trọng nhất là của Miguel Miramon, người đã ký một khoản vay 15 triệu peso (trong đó chỉ nhận được 750.000, điều này sẽ là một phần của yêu cầu bồi thường là nợ nần của Anh).
Khi Juárez chiếm thành phố México, ông đã trục xuất các đại diện của Tây Ban Nha, Guatemala và Ecuador; sứ thần của ĐGH, Tổng giám mục México; và giám mục của Michoacán đã công khai ủng hộ chính phủ bảo thủ.
Sự kết thúc của Chiến tranh Cải cách không phải là kết thúc của cuộc nội chiến. Với quân đội bảo thủ bị tàn phá, nó trở thành một hoạt động du kích dưới sự lãnh đạo của Leonardo Marquez, người vào tháng 6 năm 1861 giết Melchor Ocampo, Santos Degollado và Leandro Valle.
Juárez đã giành được các cuộc bầu cử được tổ chức vào Tháng Mười Một, và nhậm chức làm tổng thống hiến pháp vào ngày 15 tháng 7 năm 1861. Tình hình kinh tế bấp bênh đã khiến Juárez phải đình chỉ việc trả nợ nước ngoài trong hai năm.
Napoléon III đã gọi Tây Ban Nha và Anh đến một cuộc họp ở Luận Đôn để thảo luận về một lập trường chung chống lại chính phủ của México. Vào ngày 31 tháng 10 năm 1861, ba nước đã ký một văn kiện được gọi là Công ước Luận Đôn, ngăn chặn các cảng México và hải quan được ủy quyền báo chí để thanh toán các khoản nợ.
Đối mặt với mối đe dọa từ bên ngoài, Quốc hội đã miễn cưỡng trao quyền hạn phi thường cho Juárez vào ngày 11 tháng 12. Khi các tàu nước ngoài đến Veracruz Juárez không phản đối và cho phép họ xuống tàu, tìm cách giải quyết cuộc xung đột một cách ngoại giao. Ngoại trưởng Manuel Bent đã gặp gỡ với các ủy viên của các cường quốc nước ngoài; các khiếu nại bằng tiếng Tây Ban Nha và tiếng Anh được coi là "hợp lý". Cả hai quốc gia đã ký kết các hiệp ước với México, và bằng cách đó chấp nhận việc tạm ngừng các khoản thanh toán vào tháng 4 năm 1862.

### Chính phủ lang thang và sự kết thúc của Cộng hòa

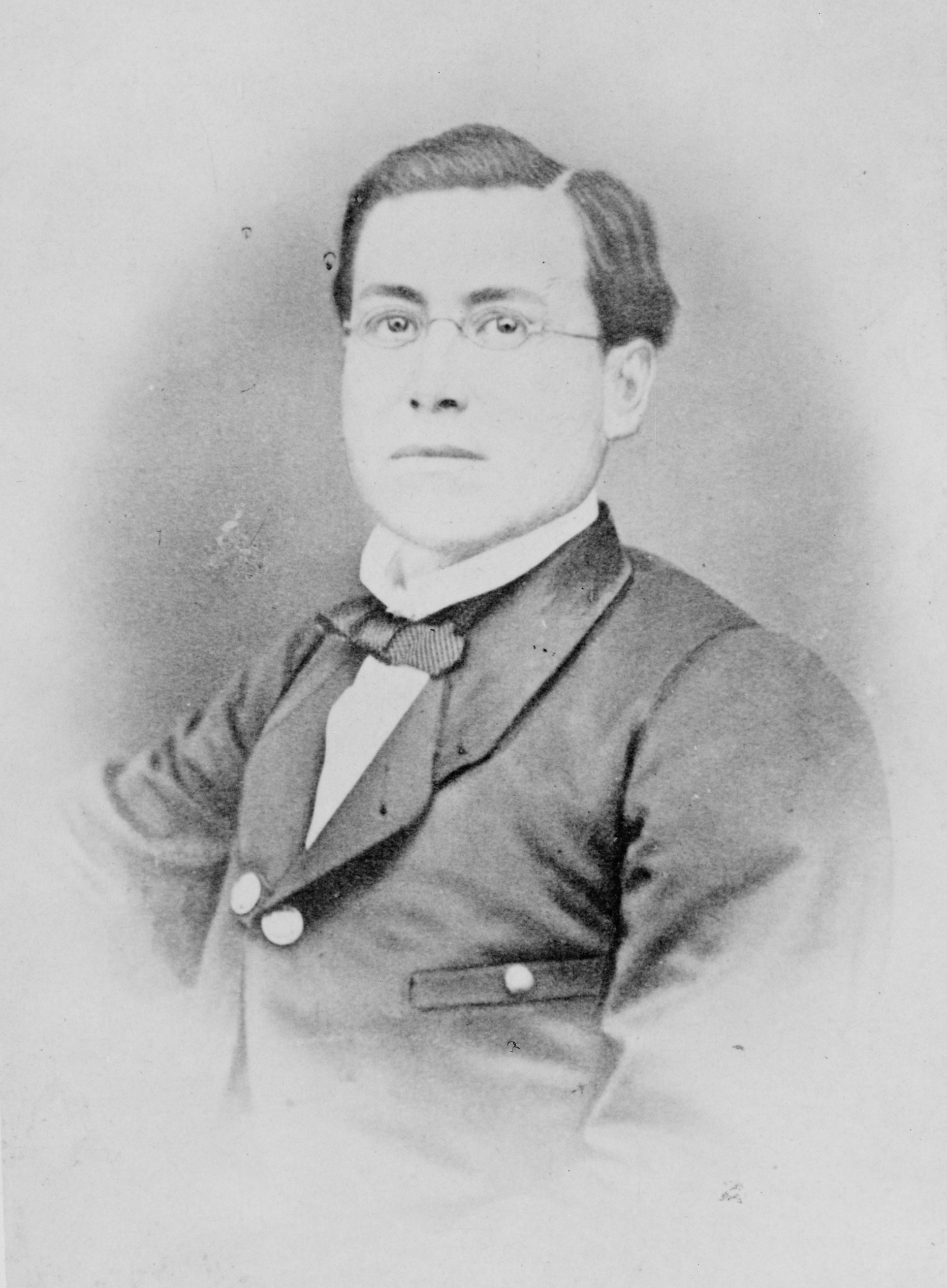
Tướng Ignacio Zaragoza, người chiến thắng tại Puebla

Trong năm 1862, các trận chiến giữa México và Pháp tiếp tục. Các trận đánh của Dry Canyon và Cerro del Borrego theo sau trận Puebla; cả hai đều là chiến thắng của Pháp. Sau khi quân Pháp tiếp nhận viện trợ là cuộc bao vây Puebla, ngày 17 tháng 5 năm 1863 thành phố rơi vào tay quân Pháp. Sau sự sụp đổ của Puebla, quân đội Pháp đã đến thành phố México.
Vào ngày 31 tháng 5, Juárez và nội các rời khỏi thành phố México và chuyển đến San Luis Potosí và bắt đầu "chính phủ nhàn rỗi" của mình, cuối cùng định cư tại Paso del Norte (nay là Ciudad Juárez). Vào ngày 1 tháng 6 năm 1863, chỉ huy quân đội Bruno Martinez đã đưa ra một tuyên ngôn ủng hộ sự can thiệp của Pháp ở México và thừa nhận Frédéric Forey là cơ quan quyền lực tối cao trong nước. José Mariano Salas, cựu tổng thống México và người phục chế Cộng hòa Liên bang, đã chiếm thành phố México từ ngày 1 đến 10 tháng 6 (khi quân Pháp chiếm đóng thủ đô).
Vào ngày 16 tháng 6, Tướng Forey đã ra lệnh thành lập Hội đồng Quản trị cấp trên, vào ngày 24 tháng 6, có tên là một bộ ba lãnh đạo để tiếp quản chi nhánh: Juan Nepomuceno Almonte, Jose Mariano Salas và Pelagius Antonio de Labastida (người vì sự vắng mặt của ông, tạm thời được thay thế bởi John B. Ormachea).
Vào ngày 8 tháng 7, một Hội đồng Đệ nhị 215 đã được lắp đặt (kết hợp với Hội đồng Chính quyền Cao). Vào ngày 10 tháng 7, nó thiết lập một chế độ quân chủ và đưa ra vương thất của đế quốc Maximiliano I của México. Nghị định này đánh dấu sự kết thúc của Cộng hòa Liên bang thứ hai, bắt đầu Đệ nhị Đế chế México.
Vào ngày 11 tháng 7, hội đồng gồm Almonte, Salas, Labastida và nhiếp chính, vốn cai trị cho tới khi Maximiliano đến México. Ngày 3 tháng 10 tại Lâu đài Miramar, phái đoàn México (đứng đầu là Jose Maria Gutierrez de Estrada, Juan Nepomuceno Almonte và Miguel Miramon Maximilian) đã được đọc yêu cầu chính thức của các nhà quân chủ México cho việc chiếm ngai của México. Maximiliano chấp nhận vương thất của Đế chế México, và đến Veracruz vào ngày 28 tháng 5 năm 1864. Ông đã đi đến México City cùng vợ ông Charlotte, nơi ông được trao vương miện vào ngày 10 tháng 4 năm 1864 tại Thánh đường chihs tòa.

## Người đúng đầu chính phủ
Trong gần 17 năm của Cộng hòa Liên bang thứ hai đã có 14 tổng thống trong 18 chính phủ, trong đó chỉ có José Joaquín de Herrera hoàn thành nhiệm kỳ của mình. Herrera, Arista, Comonfort và Juárez là bốn vị tổng thống duy nhất trong thời kỳ này (mặc dù hai trong số họ, Comonfort và Juárez, bắt đầu các chính phủ của họ làm các tổng thống tạm thời).
tổng thống Quốc hội José Mariano Salas đã trao lá phiếu cho ông phó tổng thống Valentín Gómez Farías vào ngày 23 tháng 12 năm 1846, người đã thay thế Antonio López de Santa Anna (người đã chiến đấu với quân đội Mỹ). Ngày 21 tháng 3 năm 1847, Santa Anna trở về México và sa thải Gómez Farías, người đã lưu vong. Vào ngày 1 tháng 4, Santa Anna Quốc hội đã dành một chức vụ phó tổng thống, và rời Tổng thống vào ngày 2 tháng 4 tới Pedro Maria Anaya.
Anaya đã trở về tổng thống trở lại Santa Anna vào ngày 20 tháng 5, khi ông rời khỏi để chống lại Mỹ Santa Anna đã từ chức tổng thống vào ngày 16 tháng 9, và chạy trốn khỏi thủ đô khi quân đội Mỹ chiếm Thành phố México. Sau khi ông Santa Anna từ chức, Manuel de la Peña y Peña (chủ tịch Tòa án Tối cao) đã trở thành tổng thống.
De la Peña đã bổ nhiệm tổng thống Pedro María de Anaya vào ngày 13 tháng 11, khi ông rời văn phòng đàm phán hòa bình với Hoa Kỳ. Anaya từ chức tổng thống vào ngày 8 tháng 1 năm 1848, từ chối đưa lãnh thổ đến Hoa Kỳ, và de la Pena y Pena nhậm chức cùng ngày. Kết thúc các hiệp ước hòa bình với Hoa Kỳ, de la Peña gọi cuộc bầu cử được bầu là José Joaquín de Herrera, người nhậm chức vào ngày 2 tháng Sáu. Herrera kết thúc nhiệm kỳ của mình và trao chức vụ tổng thống cho Tổng thống bầu cử Mariano Arista vào ngày 15 tháng 1 năm 1851.
Arista đã từ chức tổng thống vào ngày 5 tháng 1 năm 1853, khi Quốc hội bác bỏ ông "quyền hạn phi thường" để cai trị đất nước. Vào ngày 6 tháng 1, Juan Bautista Ceballos (chủ tịch Tòa án Tối cao) đã đảm nhiệm chức vụ tổng thống thay cho Arista. Ceballos từ chức vào ngày 8 tháng 2; Manuel Maria Lombardini từng là tổng thống de facto cho đến ngày 20 tháng tư, khi Lombardini cấp cho Santa Anna "sức mạnh phi thường" để cai trị và trao chức vụ tổng thống kết thúc.
Santa Anna cai trị như nhà độc tài cho đến ngày 12 tháng 8 năm 1855, khi ông bị lật đổ bởi cuộc Cách mạng Ayutla. Diaz de la Vega rời ghế văn phòng vào ngày 3 tháng 10; ông Martín Carrera, tổng thống từ ngày 15 tháng 4, đã trao nhiệm vụ cho Rómulo Díaz de la Vega vào ngày 12 tháng 9. vào ngày 4 tháng 10, Juan Álvarez trở thành tổng thống. Álvarez, sau khi gọi cuộc bầu cử của một đại hội thành viên, trao cho Tổng thống Ignacio Comonfort vào ngày 11 tháng 12. Comonfort cai trị làm tổng thống lâm thời cho đến ngày 31 tháng 10 năm 1857, và từ ngày 1 tháng 12 làm tổng thống. Sau khi phớt lờ Hiến pháp năm 1857 và ủng hộ Kế hoạch Tacubaya, Comonfort đã không còn là tổng thống vào ngày 17 tháng 12.
Theo Hiến pháp, chủ tịch Tòa án Tối cao, Benito Juárez, đã làm tổng thống bắt đầu từ ngày 18 tháng 12; tuy nhiên, ông đã không thiết lập chính phủ của mình cho đến ngày 19 tháng 1 năm 1858 sau khi được thả ra khỏi nhà tù. Juárez là tổng thống được bầu theo hiến pháp cho đến ngày 18 tháng 7 năm 1872, theo kịp với các tổng thống, các vị tổng thống được công nhận bởi những người bảo thủ, hoàng đế Maximiliano.
Vì hầu hết các quy tắc của Juárez được đánh dấu bằng các cuộc nội chiến và xâm lược nước ngoài, ông không phải lúc nào cũng có thẩm quyền trên toàn lãnh thổ México. Tuy nhiên, ngay cả trong Đại đế México lần thứ hai, Juárez được các lực lượng tự do cộng hòa công nhận là tổng thống México; cuối cùng họ đã đánh bại đế chế, và khôi phục lại nước cộng hòa. Juárez được công nhận làm tổng thống từ ngày 18 tháng 12 năm 1857 đến ngày 18 tháng 7 năm 1872.

### Kế hoạch Tacubaya – Từ chối Hiến pháp năm 1857
Kế hoạch Tacubaya, mà không nhận ra Hiến pháp năm 1857, ban đầu được công nhận Ignacio Comonfort là tổng thống của México. Comonfort được các nhà bảo thủ công nhận đến ngày 11 tháng 1 năm 1858 và từ chức ngày 21 tháng 1. Félix María Zuloaga được công nhận là tổng thống bảo thủ vào ngày 11 tháng 1; ông chính thức đảm nhiệm chức vụ vào ngày 23 tháng Giêng, nhưng đã bị lật đổ bởi kế hoạch Giáng sinh vào ngày 24 tháng 12 và thay thế bởi Manuel Robles Pezuela. Pezuela Robles vẫn là tổng thống bảo thủ cho đến ngày 21 tháng 1 năm 1859; vào ngày 24 tháng 1, Zuloaga nối lại văn phòng. Zuloaga giữ nhiệm kỳ thứ hai cho đến ngày 2 tháng 2, khi ông được thay thế bởi Miguel Miramón. Miramón (một người bảo thủ) đã bỏ chức tổng thống trong tay của José Ignacio Pavón vào ngày 13 tháng 8 năm 1860 - vị trí mà ông ta nắm giữ chỉ hai ngày, kể từ khi Miramón trở lại chức vụ tổng thống vào ngày 15 tháng 8. Miramón cai trị cho đến ngày 24 tháng 12, có một chức vụ tổng thống luân phiên với Zuloaga. Zuloaga, với sự trợ giúp của một số người bảo thủ quân đội, trở thành tổng thống của một phe bảo thủ chia rẽ trong các cuộc xung đột nội bộ và nhiệm kỳ của ông kết thúc vào ngày 13 tháng 8. Mặc dù bị đánh bại bởi những người tự do, những người bảo thủ tiếp tục công nhận Zuloaga làm tổng thống. Ngày 28 tháng 12 năm 1862, nhiệm kỳ của ông kết thúc; bằng cách kết thúc với một chính phủ bảo thủ, điều này sẽ chuẩn bị cho những gì đã trở thành Đệ Nhị Đế chế México.

### Điều hành triumvirate
Trước khi đưa chính phủ lâm thời vào nước Cộng hoà Liên bang vào một chế độ quân chủ, một cuộc họp của những người bảo thủ được quân đội Pháp hỗ trợ đã chỉ định một bộ ba lãnh đạo để đảm nhiệm những nhiệm vụ của nước này. Nó bao gồm Juan Nepomuceno Almonte, José Mariano Salas và Pelagius Antonio de Labastida (và tạm thời là Juan Ormachea). Triumvirate này đã cai trị từ ngày 24 tháng 6 đến 10 tháng 7 năm 1863, và từ ngày 11 tháng 7 trở thành Nhiếp chính.